# Bruce C. Heezen
Bruce Charles Heezen (/ˈhiːzən/; Vinton, 11 de abril de 1924 - Oceano Atlântico, 21 de junho de 1977) foi um geólogo americano. Ele trabalhou com a cartógrafa oceanográfica Marie Tharp na Universidade de Columbia para mapear a Cadeia do Atlântico Médio na década de 1950.

## Biografia
Heezen nasceu em Vinton, Iowa. Filho único, ele se mudou aos seis anos com seus pais para Muscatine, Iowa, onde se formou no ensino médio em 1942. Ele se formou na University of Iowa em 1947. Ele recebeu seu mestrado em 1952 e um Ph.D em 1957 pela Columbia University.
Heezen colaborou extensivamente com a cartógrafa Marie Tharp. Ele interpretou seu trabalho conjunto na cordilheira do Meio-Atlântico como um suporte à Teoria da Terra em Expansão de S. Warren Carey, desenvolvida na década de 1950, mas sob a influência de Tharp "eventualmente desistiu da ideia de uma Terra em expansão por uma forma continental deriva em meados da década de 1960". Tharp foi assistente de Heezen enquanto ele era um estudante de graduação e deu a ela a tarefa de desenhar perfis do fundo do mar. Quando ela mostrou a Heezen que sua trama do Atlântico Norte revelava um vale do Rift, Heezen descartou isso como "conversa de garotas". Ela persistiu e eles finalmente descobriram que não só havia um vale do rift do Atlântico Norte, mas uma cadeia de montanhas com um vale central que se estendia por toda a terra. Eles também perceberam que os terremotos oceânicos que estudavam separadamente estavam relacionados à fenda, uma teoria revolucionária na época. Ele apresentou esta fenda no meio do oceano e a teoria dos terremotos em Princeton em 1957. Naquela palestra, o geólogo proeminente Harry Hess disse a Heezen: "Jovem, você abalou os fundamentos da geologia!".
Heezen morreu de ataque cardíaco em 1977 durante um cruzeiro de pesquisa para estudar a Cadeia do Atlântico Médio perto da Islândia a bordo do submarino NR-1.

## Honras e prêmios
- 1964: Medalha Henry Bryant Bigelow em Oceanografia concedida pela Woods Hole Oceanographic Institution[8]
- 1973: Medalha Geográfica Cullum concedida pela Sociedade Geográfica Americana[9]

O navio de pesquisa oceanográfica USNS Bruce C. Heezen foi batizado em homenagem a ele em 1999.
A geleira Heezen, na Antártica, foi nomeada em sua homenagem em 1977.